# شعباء (علم الأحياء)
الشُعَبْاء (بالإنجليزية: Deme)‏ هو مصطلح في علم الأحياء يدل على جمهرة محلية من كائنات حية من نوع واحد التي تتهجن بنشاط مع بعضها البعض وتتبادل مجموعة مميزة من الجينات. عندما يتم عزل شعباء من الكائنات لفترة طويلة جدا يمكن أن تصبح سلالة أو نوع متميز. يتم استخدام مصطلح أساسا في الشعباء في علم الأحياء التطوري وغالبا ما يستخدم كمرادف للسكان.
ومفهوم الشعباء في التطور البيولوجي يرتبط بمفهوم المخيال في التطور الثقافي.